# (315898) 2008 QD4
(315898) 2008 QD4 est un centaure de 31 km de diamètre et de magnitude absolue 11,4. 

## Classification et périhélie
2008 QD4 est classé comme centaure par le Centre des planètes mineures, le Jet Propulsion Laboratory et le Deep Ecliptic Survey (DES). Parmi tous les objets considérés comme centaures par ces trois institutions, 2008 QD4 est celui dont la distance de périhélie est la plus petite.

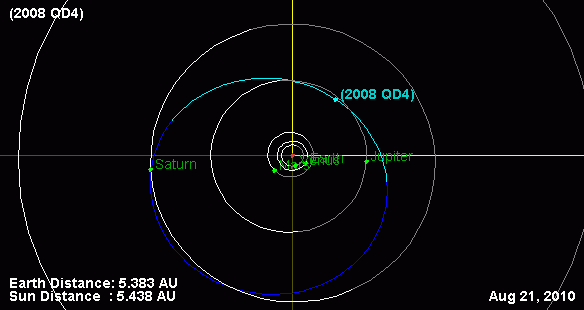
a la plus petite distance de périhélie. En raison de son inclinaison orbitale de 41 °, il se trouve au-dessus du plan de l'écliptique quand il croise l'orbite de Jupiter et en-dessous du plan quand il croise l'orbite de Saturne.

Il a atteint sa périhélie en août 2010.

### Note
1. ↑  Valeur supposée de l'albédo légèrement supérieure à celle d'une comète normale.